# Nobleza de Alemania

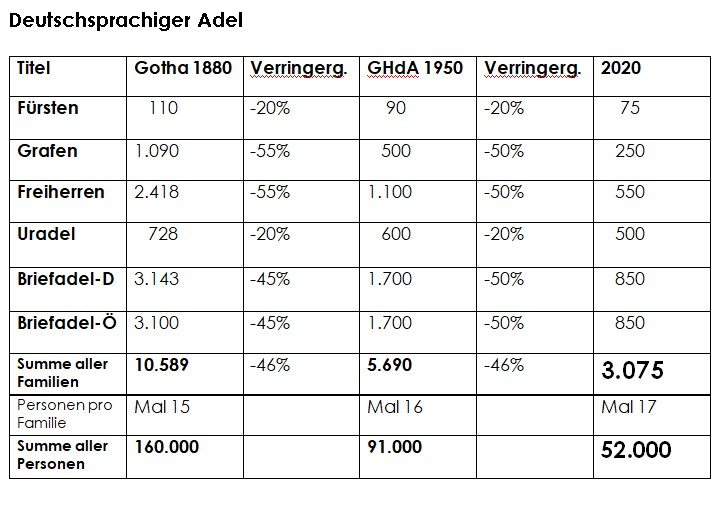
Tabla con los Títulos de la nobleza alemana

La Nobleza de Alemania  era la clase aristocrática en Alemania. La nobleza se dividía en varios grupos:
- Uradel (Antigua Nobleza): La nobleza de la que se tiene registro de antes del año 1400, y originarios líderes durante el periodo de las grandes migraciones.
- Briefadel (Nueva Nobleza): Nobleza por patente. El primer documento conocido de este caso data del 30 de septiembre de 1360 para Wyker Frosch de Maguncia.
- Hochadel (Alta Nobleza): Nobleza que poseía un gran grado de soberanía.
- Niederer Adel (Baja Nobleza): Nobleza que tenía un bajo nivel de soberanía.

Legalmente la nobleza alemana fue abolida el 11 de agosto de 1919 con la constitución de Weimar, en la que todos los alemanes eran reconocidos como iguales ante la ley, y las distinciones nobiliarias dejaron de existir. Los títulos pasaron a ser parte del apellido como, por ejemplo, Otto Graf Lambsdorff. En algunos segmentos de la población, la antigua nobleza sigue jugando un rol importante, con varias organizaciones familiares. Los descendientes de la nobleza alemana (unas 40.000 personas) sigue manteniendo un alto poder económico a través de la posesión de tierras, empresas agropecuarias y cerveceras y la posesión de castillos y obras de arte.
Actualmente, Alberto von Thurn y Taxis es el aristócrata más rico de Alemania (2300 millones de $) y una de las mayores fortunas alemanas.

## Predicado de nobleza
Los apellidos de la nobleza incluyen muchas veces los llamados «predicados de nobleza», a saber, preposiciones que relacionan la familia o dinastía con un origen geográfico, territorio o feudo, o que tiene un significado aristocrático. Los más comunes son las preposiciones von y zu, como por ejemplo Manfred von Richthofen. Si bien, aunque menos comunes, también existen combinaciones con el artículo en su caso dativo —zur (el más común), von der, von dem y zum— o, más raro aún, el uso de la preposición auf con un artículo en su caso acusativo. En ocasiones puede haber una combinación de dos predicados, como en el caso de Karl vom Stein zum Altenstein. El prefijo von no indica necesariamente la pertenencia a la nobleza, y no todas las familias nobles utilizaban los predicados (si bien la mayoría de los apellidos nobles que aún persisten lo hacen).